# Sarcolobus
Sarcolobus es un género de plantas fanerógamas de la familia Apocynaceae. Es originario de Asia, Australia y Oceanía. Comprende 35 especies descritas y de estas, solo 5 aceptadas.

## Descripción
Son enredaderas sufrútices o lianas que alcanzan los 2-5 m de alto, con raíces fibrosas, tallos huecos, con la corteza con textura de papel, glabrescentes. Las hojas  coriáceas, de 7-12.5 cm de largo y 2.2-9 cm de ancho, elípticas, oblongas, ovadas o, raramente, lineales, basalmente redondeadas, cuneadas, cordadas o lobuladas, el ápice agudo o retuso, glabras o pubescentes, con 2-9 coléteres en la base de las hojas.
Las inflorescencias son extra-axilares, solitarias, más cortas que las hojas adyacentes, con 1-6 flores, simples,  (sub-) sésiles, rara vez pedunculadas.

## Distribución y hábitat
Se encuentran en China, India, Laos, Malasia, Birmania, Tailandia, Vietnam en los litorales y manglares.

## Especies aceptadas
A continuación se brinda un listado de las especies del género Sarcolobus aceptadas hasta octubre de 2013, ordenadas alfabéticamente. Para cada una se indica el nombre binomial seguido del autor, abreviado según las convenciones y usos. 
- Sarcolobus brachystephanus (Schltr.) P.I. Forst.
- Sarcolobus hullsii (F. Muell. ex Benth.) P.I. Forst.
- Sarcolobus kaniensis (Schltr.) P.I. Forst.
- Sarcolobus secamonoides (Schltr.) P.I. Forst.
- Sarcolobus sulphureus (Volkens) Schltr.